# Erie (grup humà)

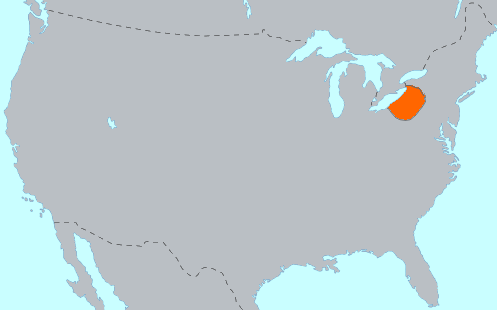
Regió de la Nation du Chat

Els erie (també erieehronon, eriechronon, riquéronon, erielhonan, eriez, nation du chat) eren un poble amerindi dels Estats Units que històricament vivia al marge sud del llac Erie. Era un grup que parlava una llengua iroquesa (erie), vivien a l'actual oest de Nova York, nord-oest de Pennsilvània, i nord d'Ohio. Van ser delmats per la guerra amb el veïns iroquesos al segle xvii per ajudar els Hurons, enemics dels iroquesos. Els erie van ser absorbits per altres tribus iroqueses, en particular els seneca, i va perdre gradualment la seva identitat independent. Els llogarets van ser cremats com a lliçó per a aquells que s'atrevien a oposar-se als iroquesos.
Els noms Erie i Eriez són formes abreujades d'Erielhonan, que vol dir "cua llarga." Els Erielhonan també eren anomenats el poble "Gat" o "Ós Rentador". Vivien en cases llargues multifamiliars en viles envoltades en palissades. Plantaven les Tres Germanes: varietats de dacsa, fesols, i carabasseres, durant la temporada d'estiu. A l'hivern, els membres de la tribu vivien de les collites emmagatzemades i dels animals capturats en les caceres. La paraula Erie significa "gat" i "llarga cua", donat a la gent de la tribu un nom pels seus esperits felins.

## Història

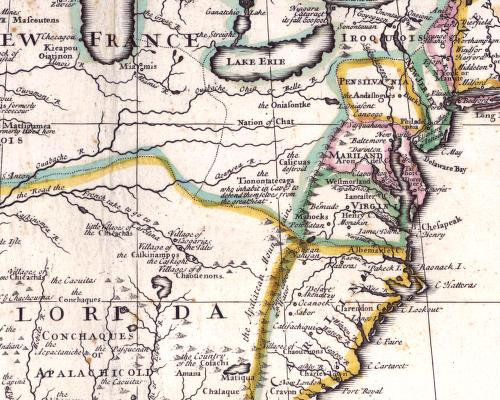
Fragment del mapa de John Senex ca 1710 mostrant el poble Captain Vielle (1692–94) fins a arribar al país de Chaouenon, com els jesuïtes francesos anomenaven als shawnee.

Els erie estaven entre les nombroses nacions de parla iroquesa que vivien al voltant dels Grans Llacs. Les seves dues viles principals eren Gentaienton i Riqué. Eren 14.500 el 1654 segons Hewitt (1907), encara que Mooney (1928) els rebaixà a 4.000. Lewis Henry Morgan els anomenà GA-quA'-ga-o-no el 1851. Se'n sap ben poc de llur organització política, però els jesuïtes afirmaren que tenien moltes ciutats permanentment fortificades, on hi vivien en edificis semblants als de les altres tribus iroqueses. Es dividien en nombroses bandes o tribus. Llurs tradicions parlen de nombroses guerres amb la tradició iroquesa. Va començar la competència entre les tribus pels recursos relatius al comerç de pells. La violència va augmentar entre les tribus, que responien a la demanda de castor i altres pells per la caça excessiva en algunes àrees.
El erie envaïren territoris que altres tribus considera seu. Van enutjar als seus veïns orientals, la Lliga Iroquesa, en acceptar refugiats hurons que havien estat destruïts pels iroquesos. Encara que es rumoreja que utilitzaven sagetes enverinades (Relacions jesuïtes 41:43, 1655–58 cap. XI), es veien en desavantatge en els conflictes armats per tenir poques armes de foc (si és que la tribu erie utilitzava verí en les seves sagetes, que els faria l'única tribu a Amèrica del Nord en fer-ho.) A partir de 1653-1656, la Confederació Iroquesa van anar a la guerra contra els erie i altres tribus veïnes. Com a resultat, la confederació erie va ser destruïda pel 1660, amb les tribus que sobreviuen en les restes. Grups dispersos van sobreviure unes quantes dècades abans de ser absorbit pels iroquesos, especialment la més occidental nació seneca.
L'antropòleg Marvin T. Smith (1986:131–32) va teoritzar que alguns erie va fugir a Virgínia i després a Carolina del Sud, on van ser conegust com a Westo. Es deia que alguns van fugir al Canadà. Membres d'altres tribus reclamen tenir descendents refugiats d'aquesta cultura desapareguda. Alguns membres seneca a Oklahoma i Kansas diuen ser descendents de la nació erie.
Com que es trobaven més lluny de les àrees de la primera exploració europea, els erie tenien poc contacte amb els europeus. Només els comerciants de pells dels Nous Països Baixos, que venien de Fort Orange (ara Albany (Nova York)) i els missioners jesuïtes del Canadà informaren sobre ells en els registres històrics. Els jesuïtes van aprendre més sobre ells durant les Guerres del Castor. El poc que se sap d'ells ve de la història oral d'altres tribus natives americanes, l'arqueologia, i les comparacions amb altres pobles iroquesos.